# 高藤山城
高藤山城（たかとうやまじょう）は、千葉県長生郡一宮町一宮にあった日本の城。

## 概要
上総広常の居城とされる城の1つである。「千葉大系図」には、「上総下総介常兼の次子常家が下総介に任ぜられ、大治元年（1126年）上総国を与えられ長柄郡一宮柳沢城に拠る」とある。常家ののち、広常までの4代がこの柳沢城に拠り、上総を支配して強力な豪族となった。この柳沢城とは、高藤山城の別名と考えられているのである。
ただし、「千葉伝考記」には、「二男常家をして上総国長柄郡一ノ宮大柳城に居らしめ上総介に任ず」とあり、「柳沢」は「大柳」の誤記である可能性もある。
いずれにしても、広常の居城たる柳沢城が一宮の高藤山城であるという説は、江戸時代にはすでに信じられていた。文久2年、一宮藩主・加納久徴は、この旧跡を後世まで伝え、広常の功績を讃えようと「高藤山古跡の碑」を城内に建てた。碑文は、800字ほどの漢文で書かれており、城跡の地勢、広常の功績、誅殺後にその忠誠を認められた経緯などを記載している。
しかし、広常の居城にまつわる伝承地は多く、布施殿台城、大柳館などとともにその1つに過ぎない。

## 構造
高藤山の東麓に一宮町教育委員会の建てた案内板があり、その脇道を登りつめると、山頂の郭群がある。中央の堀を境に2つに区分され、加納久徴の建てた碑のある南側の郭が主郭と見られている。堀の北側には、2箇所の郭があり、そのうち東側に張り出した部分は平坦で、周辺に土塁を築いている。山頂には、城櫓・井戸の跡が、山の下には城濠の跡があったが、土地改良によって形が変わってしまった。上総広常の居城と言われるが、現存する遺構は明らかに戦国後期のものである。

## アクセス
- JR外房線　上総一ノ宮駅　徒歩45分